# مسرح الدانة
مسرح الدانة هو المسرح الأول من نوعه في مملكة البحرين، يقع بجوار حلبة البحرين الدولية.

## وصف المبنى
قد بدأ البناء لأول مرة في ديسمبر 2018. وقد تم الانتهاء منه في يونيو 2020 ، واستغرق الأمر أقل من عامين لاكتماله.
ويحتوي المسرح على 10 الاف مقعد.
العمق: 15 م

## الحفلات التي أقيمت على مسرح الدانة
الحفلات العربية:
- حفلة للفنان راشد الماجد | بتاريخ 5 نوفمبر 2021م.
- حفلة للفنان ماجد المهندس والفنانة أصالة | بتاريخ 15 ديسمبر 2021م.
- حفلة للفنان حسين الجسمي | بتاريخ 4 مارس 2022م.
- حفلة للفنانة أحلام | بتاريخ 3 مايو 2022م.
- حفلة للفنان عبدالمجيد عبدالله اقام الفنان عبدالمجيد ليلتين مُتتاليتين في مسرح الدانة | بتاريخ 14 أكتوبر 2022 و 15 أكتوبر 2022م.
- حفلة للفنان محمد عبده | بتاريخ 4 نوفمبر 2022م.
- حفلة للفنانين نبيل شعيل وعبدالله الرويشد ومطرف المطرف "بـ مناسبة عيد البحرين الوطني" | بتاريخ 15 ديسمبر 2022م[1]
- حفلة للفنانة نوال الكويتية | بتاريخ 20 فبراير 2023م

الحفلات العالمية:
- الفنان العالمي خالد | بتاريخ 8 ديسمبر 2021م
- الفنان إريك كلابتون | 19 مارس 2022م
- الفنان تييستو 21 اكتوبر 2022
- الفنان برونو مارس | بتاريخ 28 نوفمبر 2022م
- الفنان بوست مالون | 8 ديسمبر 2022م
- الفنان مارتن غاريكس "بـ مناسبة ليلة رأس السنة الميلادية" | بتاريخ 31 ديسمبر 2022م [1]

## زيارة ولي عهد البحرين للمسرح
زار سمو ولي عهد البحرين الأمير سلمان بن حمد آل خليفة مسرح الدانة بتاريخ 12 مارس عام 2022م

## اتفاقية مسرح الدانة مع شركة روتانا
وقع مسرح الدانة وقع شراكة مع شركة "روتانا".

## الجوائز
- جائزة اختيار الجمهور لعام 2022 من المعهد الأسترالي للمهندسين المعماريين.